# فرانك كوريغان
فرانك كوريغان (بالإنجليزية: Frank Corrigan)‏ هو لاعب كرة قدم بريطاني، ولد في 13 نوفمبر 1952 في ليفربول في المملكة المتحدة. لعب مع نادي بانغور سيتي ونادي بلاكبول ونادي بيرتن ألبيون ونادي والسول وويغان أتلتيك.